# Lepus yarkandensis
La lepre di Yarkand (Lepus yarkandensis Günther, 1875) è un mammifero lagomorfo della famiglia dei Leporidi.

## Distribuzione
La specie è endemica della zona meridionale del Turkestan orientale, in Cina, dove abita le zone in prossimità dell'acqua alle pendici delle montagne Kunlun, che delimitano a sud il deserto del Taklimakan.

## Descrizione

### Dimensioni
Misura fino a 45 cm di lunghezza, per un peso medio di 2 kg circa.

### Aspetto
L'aspetto è massiccio e squadrato.
Il pelo, lungo e sericeo, è di colore grigiastro su dorso e nuca, mentre il ventre, la gola, la faccia e le zampe sono bianchastri. Su petto, i fianchi e zampe sono presenti sfumature di color arancio. Le orecchie a forma di racchetta presentano sulla parte interna, verso la punta, una caratteristica macchia nera a forma di goccia. Nera è anche la parte superiore della coda, mentre quella inferiore è bianca.

## Biologia
Si tratta di animali dalle abitudini strettamente notturne, che durante il giorno cercano riparo dal sole cocente nel folto della vegetazione. Durante la notte si muovono saettando da un'oasi verde all'altra, attraverso le aree desertiche.

### Alimentazione
Si nutrono di qualsiasi materiale di origine vegetale riescano a trovare, in quanto esclusivamente erbivori. Praticano inoltre la coprofagia, ingerendo le cosiddette "feci molli" per ridigerirle ed estrarne altri nutrienti sfuggiti al primo processo digestivo, in quanto la cellulosa (componente predominante in una dieta vegetariana come quella della lepre di Yarkand) è assai difficile da scindere in zuccheri metabolizzabili.

### Riproduzione
La stagione riproduttiva pare cominciare in febbraio e finire a settembre, con due o tre nidiate l'anno composte da 3-5 cuccioli ciascuna: si conosce tuttavia assai poco riguardo alle abitudini riproduttive di questa specie.